# عبدالحمید براهیمی
عبدالحمید براهیمی (عربی: عبد الحميد براهيمي؛ زادهٔ ۲ آوریل ۱۹۳۶ – درگذشتهٔ ۱۵ اوت ۲۰۲۱) یک سیاستمدار اهل الجزایر بود. وی از ۲۲ ژانویه ۱۹۸۴ تا ۵ نوامبر ۱۹۸۸ نخست‌وزیر الجزایر بود.